# Inermoparmena besucheti
Inermoparmena besucheti är en skalbaggsart som beskrevs av Stefan von Breuning 1971. Inermoparmena besucheti ingår i släktet Inermoparmena och familjen långhorningar.
Artens utbredningsområde är Sri Lanka. Inga underarter finns listade i Catalogue of Life.